# KCNQ1
An Error has occurred retrieving Wikidata item for infobox
KCNQ1（potassium voltage-gated channel subfamily Q member 1）またはKv7.1 、KvLQT1は、ヒトではKCNQ1遺伝子にコードされているカリウムチャネルタンパク質である。この遺伝子の変異はQT延長症候群の原因となる。KCNQ1は電位依存性・脂質依存性カリウムチャネルであり、心臓組織や内耳の神経細胞、その他の組織の細胞膜に存在する。心臓細胞においてKCNQ1は、細胞の再分極に寄与する緩徐活性型遅延整流カリウム電流（IKs）を媒介し、心臓の活動電位、そして心収縮の終結をもたらす。

## 構造と機能
KCNQ1遺伝子は、心臓の活動電位の再分極相（3相）に必要な電位依存性カリウムチャネルタンパク質KCNQ1がコードされている。KCNQ1は6つの膜貫通セグメント（S1–S6）、2つの細胞内ドメイン、ポアループから構成され、イオンチャネルは4つのサブユニットから構成される。KCNQ1は他のカリウムチャネルタンパク質KCNE1やKCNE3とヘテロ多量体を形成する場合がある。KCNQ1遺伝子は11番染色体上、ベックウィズ・ヴィーデマン症候群と関連したインプリンティング遺伝子が連続している領域に位置している。

## 臨床的意義
KCNQ1遺伝子の変異は、心臓の再分極のQT間隔が延長するQT延長症候群や、QT短縮症候群、家族性心房細動など、いくつかの遺伝性不整脈の原因となる。KCNQ1は膵臓にも発現しており、KCNQ1の変異を原因とするQT延長候群の患者では経口グルコース負荷後に高インスリン性低血糖となることが示されている。

## リガンド
- ML277: 強力かつ選択的なチャネルアクチベーター[5]

## 相互作用
KCNQ1は、PRKACA、PPP1CA、AKAP9と相互作用することが示されている。
KCNQ1はKCNEファミリーの5種類のタンパク質のいずれとも結合する場合があるが、このファミリーの中でヒトの心臓に影響を及ぼすのはKCNE1、KCNE2、KCNE3との相互作用のみである。KCNE2、KCNE4、KCNE5はKCNQ1の機能性に阻害的影響を及ぼすのに対し、KCNE1とKCNE3は活性化因子となることが示されている。KCNQ1はKCNE1、KCNE4と同時に結合している場合があり、KCNE1の阻害効果はKCNE1の活性化効果によって上書きされる。機能的なKCNQ1は2個から4個のKCNEタンパク質を結合していることが一般的である。最も一般的なのはKCNE1との結合であり、in vivoでの相互作用の詳細な記載がなされているのはKCNQ1/KCNE1複合体のみである。KCNE1とのヘテロマー形成によってKCNQ1の活性化は緩徐になり、神経細胞膜の電流密度は高まる。KCNEタンパク質との結合に加えて、KCNQ1のN末端の膜近接ドメインはSGK1とも結合する。SGK1は緩徐活性化型遅延整流カリウム電流を刺激する。SGK1によるKCNQ1/KCNE1の刺激には構造的完全性が必要であり、KCNQ1の変異によってSGK1によるチャネル刺激は低下する。KCNQ1の変異は一般的に、緩徐活性化型遅延整流カリウム電流の低下、活動電位の延長、頻脈傾向を引き起こすことが知られている。

## KCNQ1/KCNE1
KCNE1（minK）はKCNQ1と結合し、緩徐活性化型遅延整流カリウムチャネルを形成する。KCNE1がKCNQ1とヘテロマー複合体を形成した際にはKCNQ1の不活性化は緩徐になり、野生型KCNQ1ホモ四量体型チャネルと比較して電流振幅は大幅に増大する。KCNE1はKCNQ1のポア領域に結合し、その膜貫通ドメインはヘテロマー複合体の選択性フィルター機能に寄与する。KCNE1タンパク質のαヘリックスはKCNQ1チャネルのポアドメインS5/S6、そしてS4と相互作用する。その結果、KCNQ1チャネルの電位センサーと選択性フィルターに構造的変化が生じる。このチャネル複合体のαサブユニットであるKCNQ1、βサブユニットであるKCNE1のいずれかの変異はQT延長症候群やその他の不整脈関連疾患の原因となる場合がある。KCNE1と結合した際にはKCNQ1チャネルの活性化はかなり緩徐なものとなり、またより高い膜電位で生じるようになる。このチャネル複合体には4個のαサブユニットと2個のβサブユニットが存在していることを示唆する実験データが得られており、四量体型KCNQ1チャネルに2個のKCNE1タンパク質が相互作用すると考えられている。KCNQ1/KCNE1チャネルはRAB5依存的的機構で細胞膜から除去され、またRAB11依存的機構で膜へ挿入される。

## 関連文献
- “Jervell and Lange-Nielsen syndrome: a Norwegian perspective”. Am. J. Med. Genet. 89 (3):  137–146. (2000). doi:10.1002/(SICI)1096-8628(19990924)89:3<137::AID-AJMG4>3.0.CO;2-C. PMID 10704188.
- “International Union of Pharmacology. LIII. Nomenclature and molecular relationships of voltage-gated potassium channels”. Pharmacol. Rev. 57 (4):  473–508. (2006). doi:10.1124/pr.57.4.10. PMID 16382104.